# Alarik 1.
Alarik 1. (gotisk: Alareiks, latin: Alaricus) var antagelig født omkring år 370 på øen Peuce ved mundingen af Donau. Hans familie hørte til de tervingiske goter, og de flygtede i 376 til Romerriget, da de blev angrebet af hunner og alaner. Goterne i Romerriget skulle stille hærstyrker, når kejseren ønskede det, og Alarik blev officer i hæren. I 395 valgte goterne på Balkan ham til deres leder, og han betragtes som den første visigotiske konge. Han førte i 408 visigoterne til Italien, og døde i Syditalien i 410. På deres vej gennem Italien indtog goterne Rom i 410, og denne første plyndring af byen i 800 år gjorde et stort indtryk i samtiden.

## Opvækst
Alarik blev født omkring 370 i det nuværende Rumænien, der på det tidspunkt var beboet af tervingerne, som var en gotisk stamme. I 375 indledte hunner og alaner en serie plyndringstogter ind i de gotiske stammers landområder, og hverken tervingerne eller de gotiske greutunger, der boede længere østpå, var i stand til at forsvare sig mod dem. I 376 fik tervingerne lov til at bosætte sig i Romerriget, syd for Donau, mens greutungerne fik afslag på en tilsvarende anmodning. Tervingerne i Romerriget blev dårligt behandlet, og da greutungerne uden tilladelse forcerede Donau, endte det med krig. Goterkrigen fra 377 til 382 medførte vidtstrakte gotiske plyndringer på Balkan, men ved fredsslutningen i 382 fik både tervinger og greutunger anvist land, mod at skulle stille tropper til de romerske krige. Krigene mod romerne havde ført de to gotiske befolkningsgrupper sammen, og historikere som Peter Heather vurderer, at det var i årene efter fredsslutningen, at den fælles visigotiske identitet begyndte at opstå blandt goterne på Balkan.
Alariks slægtsforhold har gennem tiderne været udsat for meget spin, især fra historieskriveren - i en mindre flatterende betydning - Jordanes. I hans historie om goterne tales der om den gamle betydningsfulde slægt Amalerne og den næsten lige så fine Balti-slægt. Alarik skulle være en del af Balti-slægten, men problemet er bare, at slægten først dukkede op i Gallien i 410'erne, mens Amalerne var ukendte indtil hunnerriget brød sammen i 450'erne. Reelt ved man ikke noget om Alariks ophav. Han har muligvis været af høvdingeslægt, men dem var der adskillige af, og i realiteten var der skarp konkurrence mellem slægterne om ledelsen af goterne på Balkan i 380'erne, mens Alarik voksede op.

## Krigstjeneste for romerne
Siden 378 havde Theodosius I været kejser over Romerrigets østlige del, mens de vestlige provinser var delt mellem kejserne Gratian og Valentinian 2. I 383 gjorde Maximus - general over tropperne i Britannien - oprør og afsatte Gratian, der døde kort efter. Tre år senere fortsatte Maximus ind i Italien, der hørte under Valentinian, og kejseren måtte flygte til Theodosius østlige provinser. Theodosius støttede sin medkejser og erklærede Maximus krig i 387, og sendte bud til goterne om at møde med en hær til felttoget. Goterne var med til at besejre Maximus i 388, men da de kom tilbage til Balkan gjorde de oprør, og her hører man første gang om Alarik.
I 392 var der på ny problemer i vest. Valentinian blev fundet død og general Arbogast udråbte romeren Eugenius til kejser. Theodosius nægtede at anerkende valget og visigoterne fik et nyt påbud om at stille med tropper. Theodosius besejrede Arbogast i det blodige slag ved Frigidus i september 394. Det udgydte blod var primært gotisk, og historikeren Orosius skrev, at Theoderik havde vundet to sejre: Den første over Arbogast og Eugenius, den anden over goterne, der efter beretninger mistede 10.000 mand. Alarik deltog i felttoget i Italien, og han blev nu talt med blandt lederne i den gotiske hær.

## Visigoternes konge
I januar 395 døde Theodosius, og Alarik benyttede chancen til at stille sig i spidsen for et nyt oprør på Balkan. Visigoterne kårede ham til deres konge ("reiks") samme år, og selv om en vestromersk styrke under Stilicho kom til Balkan for at standse plyndringerne, havde Alarik tropper og forhandlingsevne nok til at sikre, at sagen endte med en forhandlingsløsning, der anerkendte Alariks lederskab. Under oprøret havde Alarik forlangt en titel som romersk general, hvilket ville give ham penge til at styrke sin position blandt visigoterne. Stilicho afviste dette krav, men i 397 spillede Alarik på østrigets frygt for Stilicho, og han fik i stedet den ønskede titel fra kejser Arcadius i Konstantinopel. I 399 blev Østrigets magthaver Eutropius afsat og den nye stærke mand, goteren Gainas, annullerede både Alariks udnævnelse og betalingerne til ham. Gainas blev imidlertid fjernet i 400, og den kraftige anti-gotiske stemning i Konstantinopel kan have medvirket til, at Alarik vendte blikket vestpå.

### Første invasion af Italien
I efteråret 401 satte goterne - inklusive kvinder og børn - kurs mod Norditalien, og i november gik de over de juliske Alper og kunne tilbringe vinteren på Posletten, hvor de gik i gang med at belejre Milano. Kejser Honorius flygtede til Ravenna, som var nemmere at forsvare, og rigets egentlige magthaver, Stilicho samlede sine tropper, og påskesøndag 402 tørnede de to hære sammen ved Pollentia (det nuværende Pollenzo). Det blev en blodig affære, hvor ingen af parterne var klare vindere, men til slut trak goterne sig og drog tilbage til Illyrien. Stilicho ser heller ikke i denne omgang ud til at have haft lyst til at ødelægge goternes hær, hvilket bestyrker mistanken om, at han havde planer om at lade dem indgå i en konflikt med Østriget. De følgende år holdt Alarik sig i ro på Balkan, mens begivenhederne tog fart vestpå. I begyndelsen af 400-tallet var hunnerne på ny i bevægelse mod vest, og de folkeslag, de mødte, havde valget mellem at underkaste sig, kæmpe mod hunnerne, eller selv søge videre vest- og sydpå - ind i Romerriget. En stor gruppe gotere under ledelse af Radagaisus valgte den sidste løsning, og forlod det nuværende Ungarn med kurs mod Norditalien i 405. Mens goterne plyndrede i Norditalien samlede Stilicho en hær, blandt andet med hunniske lejetropper, leveret af høvdingen (kongen) Uldin, og Radagaisus blev overvundet i 406. Mange af hans tropper blev solgt som slaver, mens andre blev hvervet til den romerske hær, og Peter Heather ser dette som et tegn på, at Stilicho havde lavet en underhåndsaftale med en gruppe af goterne. Radagaisus selv blev fanget, og han blev henrettet 23. august 406. Flere historikere mener, at presset fra hunnerne også spillede en afgørende rolle i den beslutning, der blev taget blandt alaner, vandaler og sveber om at forlade deres hidtidige landområder og krydse Rhinen nær Mainz den 31. december 406 og dermed invadere Romerriget. Invasionen var i første omgang umulig at standse, og angriberne spredte sig plyndrende og hærgende over hele Gallien. Hovedparten af de romerske tropper var stationeret langs grænsen ved Rhinen, men styrkerne var blevet udtyndet i flere omgange, og de små og spredte garnisoner inde i landet var chanceløse mod overmagten.

### Anden invasion af Italien
Stilcho havde en plan om at løsrive provinserne i Dacia og Macedonia fra østriget, og overføre dem til vestriget. En vigtig baggrund for dette ønske lå i, at de traditionelt var leveringsdygtige i tropper til hæren. Det indgik i planen, at Alariks gotere, der opholdt sig i det samme område, skulle støtte Stilicho, men invasionen i Gallien satte en stopper for projektet, og da Alarik forlangte 4.000 pund guld til dækning af sine udgifter til krigsforberedelse, fik Stilicho sat igennem, at det romerske senat bevilgede pengene i 408. Den store udbetaling skabte udbredt vrede mod Stilicho, og selv om man nødigt sagde ham imod, fik det alligevel senatoren Lampadius til at udbryde: “Non est ista pax, sed pactio servitutis (Dette handler ikke om fred, men er en slaveriaftale.).” I maj 408 døde kejser Arcadius i Konstantinopel, og selv om kejser Honorius havde planer om at besøge hans unge søn og efterfølger, fik Stilicho ham talt fra det. Meningen var, at Stilicho selv skulle af sted, men begivenhederne løb fra ham. Hans popularitet var på hastig retur, og da Honorius tog på en inspektion af tropperne i Italien - uden Stilicho - lykkedes det ministeren Olympius at overbevise kejseren om, at Stilicho var ude på selv at overtage kejsermagten, og at han ønskede at give magten i det østromerske rige til sin søn Eucherius, der via sin mor var en del af kejserfamilien. Kejseren gav ordre til, at Stilicho skulle arresteres, og 22. august 408 blev han halshugget efter at være fundet skyldig i forræderi.
Olympius gjorde, hvad han kunne for at befæste sin nyvundne magt. Stilichos tilhængere blev tortureret og dræbt, og i garnisonsbyerne gik de romerske tropper i gang med at nedslagte deres gotiske, vandalske og hunniske hjælpetropper og deres familier. De tropper, der undslap myrderierne, hærgede først i landdistrikterne, og sluttede sig derefter til Alarik. Senatet pustede til ilden ved at tøve med den aftalte betaling til Alarik, og resultatet blev, at Alarik invaderede Italien og stod foran Roms porte i november 408. Alarik indledte straks en belejring af byen, der blev helt afskåret fra omverdenen. Hverken Olympius eller for den sags skyld kejser Honorius gjorde noget for at hjælpe, og i december 408 var nøden i byen så stor, at senatet besluttede at indlede forhandlinger. Alariks pris for at hæve belejringen var 5.000 pund guld, 30.000 pund sølv, 4.000 tunikaer af silke, 3.000 skarlagenfarvede huder og 3.000 pund peber. Denne gang sørgede senatet for at opfylde aftalen, selv om det betød, at byens templer og kirker blev ribbet for guld og sølv, så mange kunstværker på den måde gik tabt. Alarik ønskede at få en officiel tilladelse til at bosætte sine gotere i provinserne Venetia, Noricum og Dalmatia og til sig selv ønskede han titlen som magister ultrisque militiae (chef for hele militæret), som Stilicho havde haft. Olympius havde stadig indflydelse nok til at få planerne afvist, og som reaktion satte Alarik igen kursen mod Rom, og en sending opskræmte senatorer skyndte sig til kejseren i Ravenna for at få ham overbevist om, at man var nødt til at føje goterne. Olympius var desavoueret, og han mistede grebet om magten.

### Goterne i Rom
I foråret 409 så situationen uoverskuelig ud for det vestromerske kejserrige. Tre forskellige rådgivere forsøgte efter tur at styre riget på kejserens vegne, men ingen af dem kunne stille noget op. Først kom præfekten Jovius, der var udpeget af Stilicho, men som havde været i Illyrien for at forhandle med goterne, da udrensningerne efter Stilicho fandt sted, og som på den måde havde klaret sig igennem. Jovius ønskede fred med goterne, idet han indså, at riget ikke havde tropper nok til at møde dem i åben kamp, og slet ikke tropper nok til samtidigt at forsvare grænserne mod oprørsgeneralen Konstantin, der havde taget magten i Gallien. Honorius var så opskræmt over tanken om en invasion fra Gallien, at han sendte Konstantin en purpurfarvet dragt, som tegn på anerkendelse af hans kejserværdighed. Kejser Honorius valgte af uransalige grunde netop dette tidspunkt til at trumfe sin egen vilje igennem, og han gik imod indrømmelser til goterne, og som Norwich skriver, kunne han dårligt have valgt en værre timing. Alarik firede på sine krav, men da han ingen vegne kom med forhandlinger, førte han for tredje gang sin hær mod Rom, og indledte sin anden belejring af byen. I slutningen af året 409 forhandlede han med byens senat, og fik dem til at vælge Roms præfekt Priscus Attalus til modkejser. Attalus udnævnte Alarik til øverstkommanderende for hæren, belejringen blev ophævet, og Alarik gik i gang med at erobre de norditaliensk byer. Honorius' stædighed var hurtigt overstået. Han sendte en purpurkåbe til Attalus som tegn på anerkendelse af kejserværdigheden - så nu var der tre kejsere i Vestriget. Det eneste, Honorius ønskede til gengæld, var selv at få lov til at beholde kejserværdigheden. De samtidige kilder fortæller, at han var tæt på at opgive det hele, og flygte til sin nevø, kejseren i Konstantinopel, men netop da ankom der en flåde med forstærkninger fra den unge kejser Theodosius' hær. På samme tid fik Alarik problemer på en anden front. Hæren i provinsen Afrika (det nuværende Tunis) var forblevet loyal mod Honorius, og nu ophørte provinsen med at sende de livsvigtige forsyninger af korn og andre fødevarer til Rom. Attalus var nødt til at løse problemet, inden hungersnøden bredte sig i byen, men han ville ikke sende gotere mod de romerske soldater, og kunne derfor intet udrette. Alarik havde ikke brug for en selvrådig, ineffektiv kejser, så han kaldte Attalus til sin lejr i Rimini og afsatte ham resolut i juli 410. Alarik gjorde endnu et forsøg på at få en forhandlingsløsning med Honorius, men inden forhandlingerne kom i gang, angreb en romersk styrke nogle af hans forposter, og så havde Alarik fået nok. Han ledte for fjerde gang hæren mod Rom, og indledte sin tredje belejring. Byen var allerede på randen af hungersnød, og belejringen blev kort. Få dage senere blev den Salariske port åbnet, og goterne strømmede ind. Erobringen af Rom, i august 410, fandt sted 800 år efter, at byen sidst var blevet indtaget - af kelterne i 390 f.Kr. Byen blev to gange senere belejret og plyndret (i 1084 og 1527), men goternes erobring var langt den mest civiliserede. Kelterne havde brændt hele byen af, med undtagelse af fæstningen på Kapitol-højen, som de ikke kunne indtage. Goterne nøjedes med at brænde senatet ned, som en symbolsk handling. Goterne var kristne (arianere), og skønt de fjernede et 2.000 punds sølvkar fra Lateranpaladset, så fik kirkesølvet i Peterskirken lov til at ligge i fred. I det hele taget var Alarik i følge Peter Heather slet ikke interesseret i at plyndre byen. Alarik havde ønsket en forhandlingsløsning, hvor hans gotere legitimt kunne bosætte sig i Italien og få garanti for forplejning i kraft af hans stilling som hærfører. Efter to år i landet var intet lykkedes, og erobringen af Rom var mest et rap over fingrene til det romerske senat, plus tilvejebringelsen af midler til at holde tropperne loyale. Skønt erobringen ikke medførte de store materielle skader, gjorde den alligevel et stort indtryk i Romerriget. Mange ikke-kristne påstod, at dette var straffen for, at man havde svigtet de gamle guder, og var gået over til en ny religion. Der var brug for et kristent modsvar, og det kom fra Augustin, der i Nordafrika begyndte at prædike om, at Romerriget havde lidt store nederlag i fortiden, uden at man havde givet religionen skylden. Han betonede også forskellen mellem de menneskeskabte byer og Guds By, og fra 413 begyndte han at udgive et bogværk med denne titel ("Om Guds stad"), hvor han udbyggede sine betragtninger.
Alarik forlod Rom og drog denne gang mod syd. Hans nye plan var at sejle til Nordafrika, der som rigets kornkammer kunne brødføde hans folk. En storm ødelagde imidlertid den flåde, han havde samlet, og i slutningen af 410 blev Alarik syg og døde i Cosenza i Calabrien.. Jordanes har en fortælling om, at goterne begravede ham i floden Busento, der blev omdirigeret til lejligheden. Som med så meget andet hos Jordanes kan man vælge at tro på historien, alt efter temperament.
Alarik blev efterfulgt af sin svoger Ataulf, der førte visigoterne tilbage mod nord, og derefter til Gallien, hvor de efter nogle år skabte et kongerige.

## Eftermæle
Alariks historiske betydning ligger primært i hans ambitiøse holdning til det visigotiske folks placering i Romerriget. Han var ikke tilfreds med en situation, hvor goterne var halvfattige forbundsfæller (foederati), der med jævne mellemrum skulle levere kanonføde til den romerske hær. Alarik ønskede en selvstændig eksistens på mere lige vilkår, og selv om han ikke nåede at opleve det visigotiske kongerige, sørgede han alligevel i 15 år for sit folk, og han fik samlet tre store gotiske grupper til en visigotisk supergruppe, som romerne ikke kunne nedkæmpe. Man ved ikke, om hans selvbevidste holdning i forholdet til romerne smittede af på andre af de folkeslag, som kom ind over rigets grænser, men det er betegnende, at hans ide om et germansk kongerige i Nordafrika blev realiseret af vandalerne under Geiserik, godt 20 år senere.
Da den tyske nationalromantik blomstrede op i det 19. århundrede, blev Alarik - som så mange andre af de germanske lederskikkelser - udsat for fornyet interesse. Det gav sig udtryk både i malerkunst og i digtning, for eksempel med August von Platens digt Das Grab im Busento om Alariks sagnomspundne gravplads.

## Eksterne links
- Wikimedia Commons har flere filer relateret til Alarik 1.
- Beretninger om Alariks begravelse(engelsk)
- Edward Gibbon, History of the Decline and Fall of the Roman Empire, Kapitel 30 Arkiveret 23. september 2004 hos  Wayback Machine og Kapitel 31 Arkiveret 14. september 2004 hos  Wayback Machine.(engelsk)